# Bo Henriksen
Pour les articles homonymes, voir Henriksen.
Bo Henriksen, né le 7 février 1975 à Roskilde au Danemark, est un footballeur danois, reconverti entraîneur.

## Biographie

### Carrière de joueur
Né à Roskilde au Danemark, Bo Henriksen commence sa carrière à l'Odense BK.
En janvier 1998, il rejoint l'Herfølge BK. Avec ce club il remporte le championnat du Danemark, le premier titre de son histoire, lors de la saison 1999-2000.
Il est ensuite prêté au Kidderminster Harriers, où il est transféré définitivement en 2002.

### Carrière d'entraîneur
Bo Henriksen entame sa carrière d'entraîneur dans le club où il a terminé sa carrière de joueur, le Brønshøj BK.
En mai 2014 il est annoncé comme le nouvel entraîneur de l'AC Horsens, à compter du mois de juillet. Il succède à Johnny Mølby. Il reprend une équipe qui évolue en deuxième division danoise depuis sa relégation à l'issue de la saison 2012-2013 et en proie à des difficultés financières. Repartant à zéro avec l'ACH, il contribue ensuite à la remontée du club en première division lors de la saison 2015-2016.
En décembre 2017, alors que Bo Henriksen est parvenu à mener son équipe à la cinquième place du classement à la mi-saison, son contrat à l'AC Horsens est prolongé jusqu'en 2021. En avril 2018, heureux de travailler à l'ACH, il affirme vouloir rester longtemps dans ce club. Il obtient son meilleur résultat avec Horsens lors de la saison 2017-2018 en terminant à la sixième place du classement. Après avoir maintenu le club dans l'élite du football danois durant six années consécutives, Henriksen quitte l'AC Horsens en août 2020.
En décembre 2020, alors que l'AC Horsens éprouve des difficultés en championnat lors de la saison 2020-2021 et que son successeur Jonas Dal (en) a été licencié, Henriksen affirme qu'il ne retournera pas à Horsens.
Le 31 mai 2021, Bo Henriksen devient le nouvel entraîneur du FC Midtjylland, signant un contrat de trois ans. Il prend la succession de Brian Priske, parti entraîner le club belge du Royal Antwerp.
Henriksen a été libéré de son poste d'entraîneur du FC Midtjylland le 28 juillet 2022.
Le 10 octobre 2022, il devient entraîneur du FC Zürich. Il signe un contrat jusqu'en juillet 2024. Au moment de son arrivée, le champion suisse 2021-2022 se trouve dernier du classement.
Le 13 février 2024, Bo Henriksen signe au FSV Mayence 05 avec pour objectif de maintenir le club en Bundesliga, alors 17e du championnat au moment de sa prise de fonction,.
Henriksen réussi sa mission en évitant la relégation à Mayence, son équipe prenant 23 points en 13 matchs alors qu'elle n'en comptait que 12 en 21 matchs avant son arrivée. Le club termine ainsi 13e à l'issue de la saison 2023-2024.
En mars 2025, Bo Henriksen reçoit le titre d'entraîneur de l'année 2024. C'est la première fois qu'il obtient cette récompense.

### Personnalité et style d'entraîneur
Bo Henriksen est décrit comme un coach proche de ses joueurs, charismatique et jovial, dont les qualités humaines sont souvent mises en avant par ses joueurs, son staff et sa direction. Il est notamment populaire auprès des fans de l'AC Horsens durant son passage au club. Henriksen est aussi doué pour trouver des joueurs avec un grand potentiel et pour les développer. Il est connu pour créer des équipes puissantes et solides.

## Palmarès

### Joueur
Herfølge BK
- Championnat du Danemark (1) :
  - Champion : 1999-2000.

## Distinctions personnelles
- Entraineur danois de l'année 2024.